# Лазарчук, Андроник Григорьевич

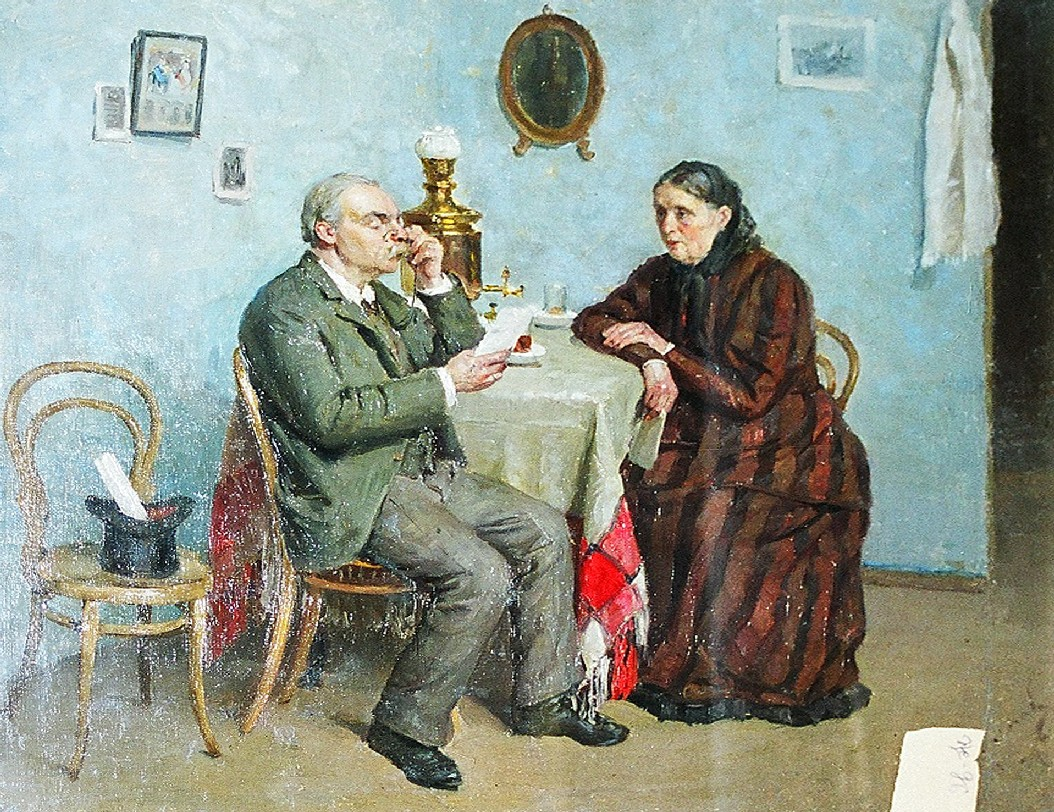
За чтением письма. около 1888

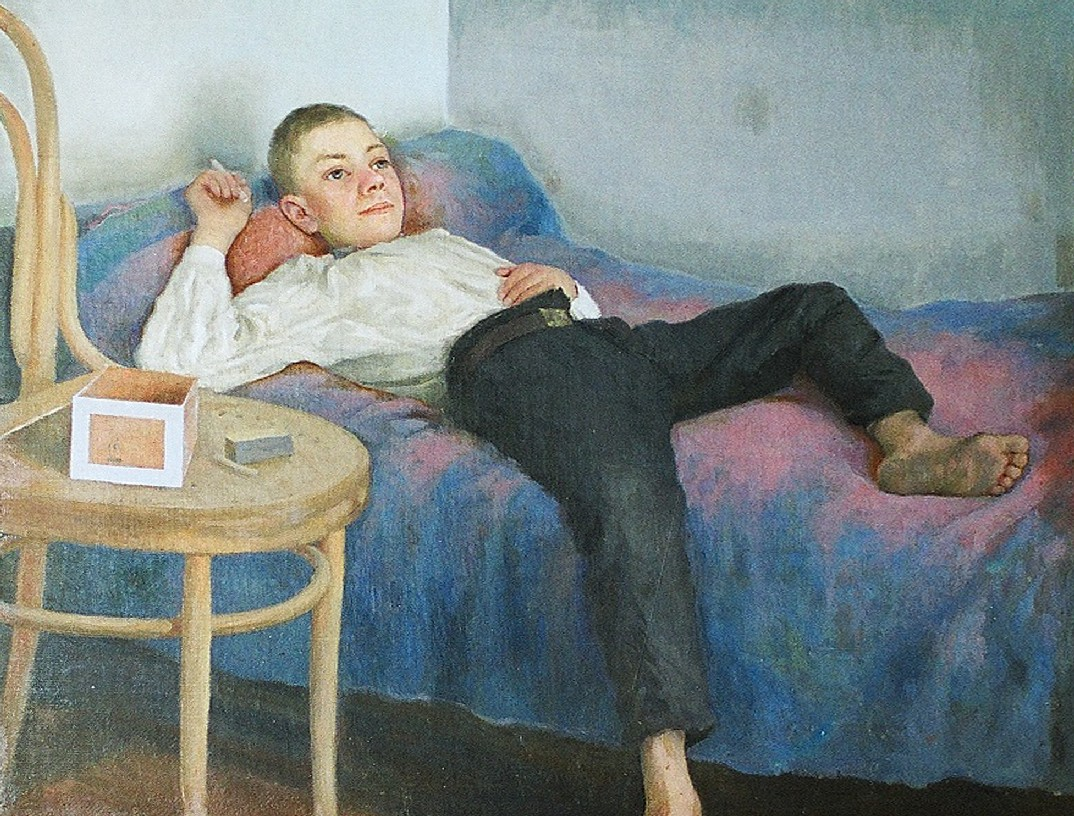
Юный курильщик

Андро́ник Григорьевич Лазарчу́к (укр. Андро́ник Григо́рович Лазарчу́к, 15 января 1870, с. Уховецк, Ковельского уезда Волынской губернии — 6 сентября 1934, г. Борзна, Черниговской области, УССР) — украинский и советский художник, педагог, культурный деятель.

## Биография

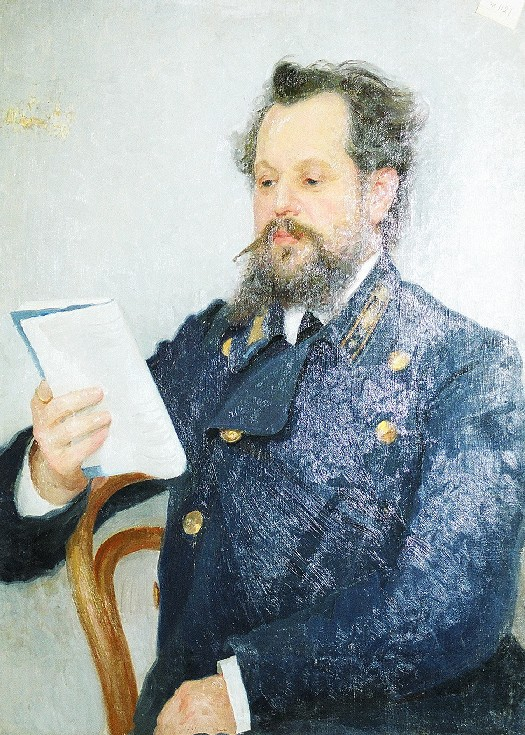

Родился в крестьянской семье на Волыни. В 1881 году начал учиться искусству живописи в Ковеле у художника-иконописца, в 1886—1889 — продолжил обучение в живописной мастерской Почаевской Лавры.
В 1889—1897 — студент Высшее художественное училище при Императорской Академии художеств в Санкт-Петербурге.
Ученик русского художника-передвижника В. Е. Маковского (1899—1900).
Прошëл курс обучения на Педагогических курсах при Академии.
До 1915 преподавал рисование и черчение в гимназиях и училищах в Ковеле, Конотопе, Кременце, Почаевских иконописных мастерских. С 1915 до конца жизни жил и работал в Борзне на Черниговщине, где в 1919 г. организовал и руководил художественными курсами, а в 1922 стал инициатором создания Борзнянского краеведческого музея, где собрал произведения Н. Н. Ге. Заведовал музеем в 1922—1925 гг.

## Творчество
Автор бытовых картин, пейзажей и портретов. Писал небольшие по размеру картины: «За чтением письма» (ок. 1888), «Семейная группа», «В сельской хате», «Портрет Т. Шевченко».
Занимался иллюстрирование, сотрудничал с журналами «Родной край» и «Молодая Украина», которые редактировала Олена Пчилка. Работал над созданием икон, участвовал в монументальных росписях украинских храмов — Святотроицкой и Пещерной церквей Почаевской Лавры.

## Педагогическая деятельность
Его учениками были сын И. А. Лазарчук, заслуженный деятель искусств УССР (1968) — один из зачинателей украинской мультипликации, народные художники УССР В. Костецкий и А. Саенко, художники М. Фрадкин, И. Хворостецкий и др.